# Chant (métrologie)
Pour les articles homonymes, voir Chant (homonymie).

Vocabulaire d'une planche : face ou plat ; chant ou rive ; bout.

En métrologie, le chant ,, désigne le côté le plus fin ou le moins large d'un objet. On dira par exemple : « poser une pièce de monnaie sur son chant », pour « poser une pièce sur la tranche ». 
Le terme vient du latin canthus, « bande de fer qui entoure la roue », probablement d'origine celtique, à comparer au gallois cant, « bord d'un cercle ou d'une roue, circonférence », et au breton cant, « cercle ».
En maçonnerie, le terme désigne la face la plus étroite d'une pierre. On dit « poser de champ », c'est-à-dire mettre la face la plus étroite en dessous.
En menuiserie, ce sont les parties lisses et unies que forment les bâtis autour des cadres et des moulures de toutes espèces de menuiserie ; on dit le champ d'une porte, d'un cadre. On nomme aussi champ ou chant la partie la plus étroite d'une pièce de bois ; ainsi on dit qu'une planche est sur le chant lorsqu'elle est sur l'épaisseur : la face la plus large se nomme le plat.